# Air Rarotonga
Air Rarotonga ist eine Fluggesellschaft der Cookinseln mit Sitz auf der Hauptinsel Rarotonga und Basis auf dem Flughafen Rarotonga.

## Geschichte
Air Rarotonga wurde im Februar 1978 gegründet und nahm im Juli desselben Jahres mit einer Cessna 337 den Flugbetrieb auf. Air Rarotonga ist im Besitz von drei privaten Investoren. Die Fluggesellschaft transportiert jährlich circa 70.000 Passagiere.

## Flugziele
Air Rarotonga fliegt hauptsächlich Ziele innerhalb der Cookinseln an. Des Weiteren werden Inselrundflüge, Verbindungen zu den nächsten Inselstaaten und MedEvac-Dienste angeboten.
Darüber hinaus unterhält Air Rarotonga Codeshare-Abkommen mit Air New Zealand und Air Tahiti.

## Flotte

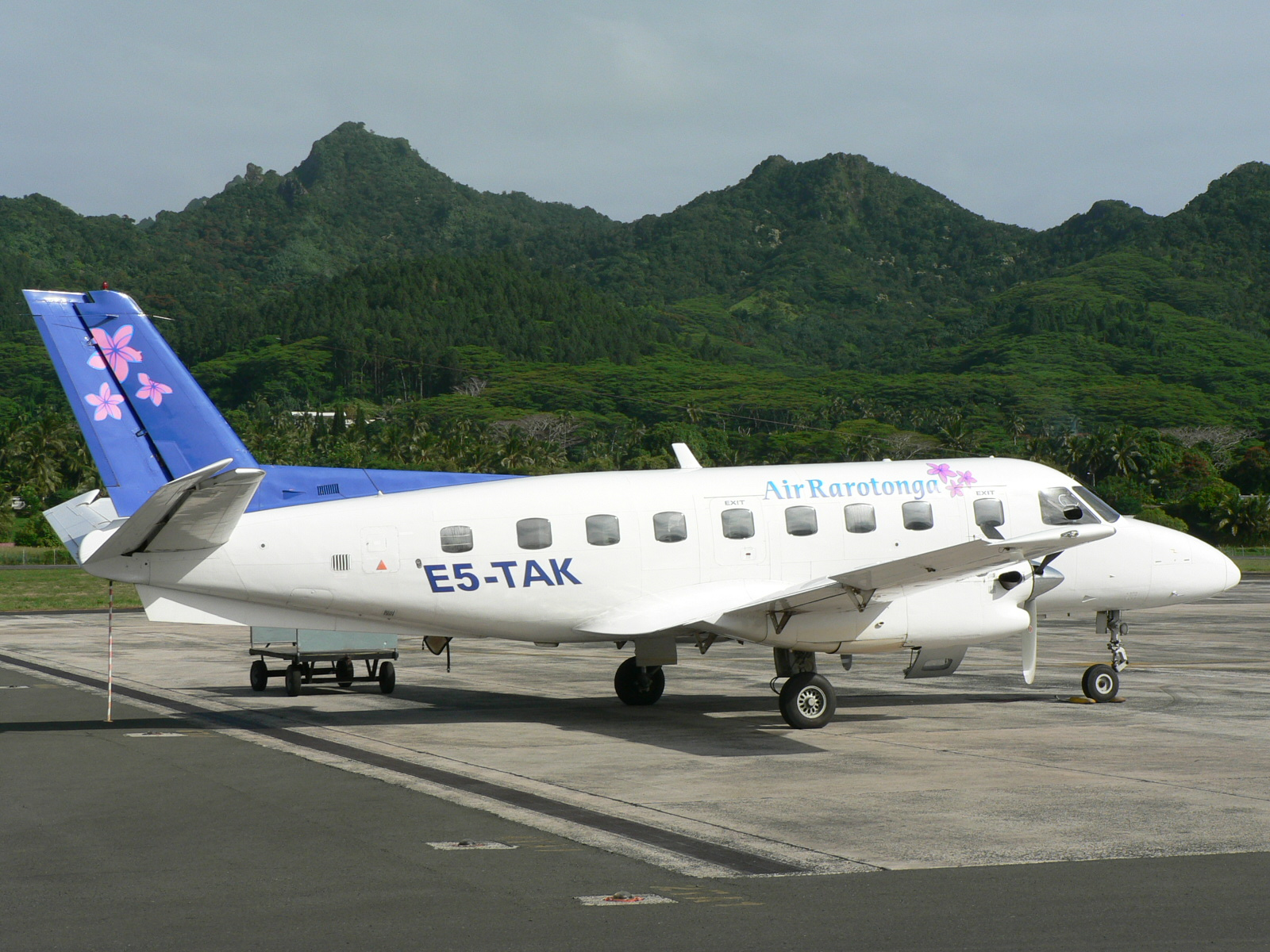
Embraer EMB 110 der Air Rarotonga

Mit Stand Mai 2021 besteht die Flotte der Air Rarotonga aus sechs Flugzeugen:
| Flugzeugtyp          | Anzahl | bestellt | Anmerkungen            | Sitzplätze |
| -------------------- | ------ | -------- | ---------------------- | ---------- |
| Saab 340A            | 2      |          |                        | 34         |
| Embraer EMB 110      | 2      |          |                        | 15         |
| Cessna 172L          | 1      |          |                        | 2–3        |
| Cessna Citation C500 | 1      |          | Geschäftsreiseflugzeug | 8          |
| Gesamt               | 6      | –        |                        |            |